# Drutěva
Drutěva (Družstvo tělesně vadných) je název sociálního výrobního družstva, založeného začátkem 50. let 20. století s cílem umožnit pracovní uplatnění pro osoby s některými typy zdravotního postižení. Ve skutečnosti vznikla dvě družstva s tímto názvem. Dne 1. ledna 1950 byla založena Drutěva Praha a v roce 1953 Brněnská drutěva, která vznikla jako následník brněnského družstva Jetěva (Jednota tělesně vadných), fungujícího již od roku 1949. Vznik Drutěvy byl podpořen Ústřední jednotou invalidů, vzniklou také v roce 1949, která sdružovala družstva a spolky s podobným zaměřením.
Po založení se v družstvu postupně profilovalo několik výrobních programů – kromě zakázkového šití a oprav oděvů také výroba předmětů z kůže, dřeva, plastů a barevných kovů, oprava a ladění pian a harmonií. Koncem 50. let Drutěva přidala pletené zakázkové zboží a vyplétání nábytku rákosem. Postupně se družstvo stalo i největším dodavatelem dětské konfekce pro státní obchody.
Ve druhé polovině 60. let 20. století se družstvu dařilo uplatňovat některé zásady tržního hospodářství. Místo striktního plánování, uplatňovaného ve většině tehdejšího národního hospodářství, začalo pružně reagovat na poptávku zákazníků výrobou menších sérií žádaných druhů oděvů a uvolnilo cenotvorbu. Tento velmi úspěšný experiment však byl ukončen normalizací na začátku 70. let.